# Emma (The Promised Neverland)
Pour les articles homonymes, voir Emma.
Emma (En japonais :エマ, Hepburn : Ema) est le personnage principal de la série de mangas The Promised Neverland, créée par Kaiu Shirai et Posuka Demizu. Emma est une fille de 11 ans vivant à l'orphelinat de Grace Field House. Elle obtient systématiquement des notes parfaites à ses examens quotidiens. Elle est connue pour son optimisme ainsi que pour ses qualités athlétiques, et elle peut aussi parfois être folle. En découvrant la vérité sur l'orphelinat, Emma fait équipe avec Norman et Ray pour s'échapper de celui-ci. Elle aime sa famille plus que tout et, avec son fort altruisme, elle insiste pour que tout le monde s'échappe ensemble, même si la plupart de leurs frères et sœurs ont moins de 6 ans, un objectif que Ray juge fou et tout simplement imprudent.
Emma s'est très bien classée dans divers prix et sondages; en 2019, elle a reçu le prix du meilleur personnage féminin au 41e Anime Grand Prix. Elle a également été félicitée pour son genre, sa conception originale, le développement de son personnage et pour avoir brisé le moule typique d'un personnage féminin dans un manga.

## Création
Selon l'auteur Kaiu Shirai, il a évité de la rendre trop claire. Qu'il s'agisse des pensées et des espoirs du personnage, du frisson de l'histoire ou de la résolution de mystères. Shirai a fait d'Emma une protagoniste féminine, car la première antagoniste de l'histoire, Isabella, est également une femme, pensant que la relation mère-fille entre les deux rendrait l'histoire « plus intéressante ». Elle avait deux options : s'évader avec ses frères et sœurs ou devenir mère à Grace Field House. Il a en outre déclaré qu'elle n'était pas un garçon et qu'elle n'avait pas de capacités physiques extraordinaires ni de pouvoirs spéciaux, ce qui brise le moule du protagoniste du Weekly Shōnen Jump. Shirai décrit Emma comme énergique, « comme la lumière », plutôt maternelle et idéaliste. Elle maintient l'équilibre entre Norman, qui la soutient, et Ray, qui discute, mais l'aide quand même.
Posuka Demizu a décrit la création du personnage comme « l'histoire de The Promised Neverland avait besoin d'un type différent de protagoniste principal, comme Emma, donc elle est venue naturellement ». Demizu a en outre expliqué qu'il n'était pas nécessaire pour elle de « suivre le style de Weekly Shōnen Jump ». Demizu a également déclaré qu'Emma est l'un des personnages les plus difficiles à dessiner, car la dessiner pour chaque panneau prend beaucoup de temps.

## Apparence
Étant l'une des enfants les plus intelligentes de l'orphelinat, Emma est considérée comme l'un des trois « produits de qualité supérieure » de Grace Field House avec Norman et Ray. Elle est née le 22 août 2034. Elle a les yeux verts et des cheveux courts orange clair qui se dressent dans tous les angles autour de sa tête avec une seule et longue mèche de cheveux recourbée vers le haut depuis le côté droit de sa tête, ressemblant à une antenne, et une autre, un plus petit à la base de son cou. Comme Ray et Norman, Emma obtient systématiquement des notes parfaites à ses examens quotidiens à l'orphelinat. Au début de l'histoire, le 12 octobre 2045, Emma a 11 ans, elle porte l'uniforme de Grace Field House : une chemise, une jupe blanche et des chaussures marron. Un numéro d'authentification, 63194, est tatoué sur son cou. Lors de son évasion de l'orphelinat, elle s'est coupé l'oreille droite pour empêcher Isabella de les retrouver, sur laquelle elle portait tout le temps un bandage pour couvrir la blessure. Après son aventure dans le monde des démons, elle porte diverses tenues plus adaptées à l'aventure et à l'exploration.
Dans l'adaptation animée, Emma est exprimée par Sumire Morohoshi en japonais. Marie Nonnenmacher interprète le personnage dans la version française de la série. Dans l'adaptation cinématographique en film live-action, elle a été interprétée par Minami Hamabe.

## Réception

### Popularité
Emma a reçu le prix du meilleur personnage féminin de l'année au 41e Anime Grand Prix en 2019. Elle a été nommée pour la meilleure fille et le meilleur protagoniste de l'année à la 4e Crunchyroll Anime Awards en 2020. Elle a également été nommée pour la catégorie fille de l'année à la 6e Anime Trending Awards en 2020. Emma a obtenu la 2e place derrière Norman dans le sondage des personnages sur l'illustration en couleur de la série en 2018. Dans le sondage de popularité de la série en 2018, Emma occupe la première place. Elle a également pris la première place du 2e sondage de popularité de la série, avec un total de 5581 votes,.

### Réception critiques
Emma a reçu des critiques élogieuses de la part des professionnels de l'industrie de manga, des écrivains et des critiques. Aya Kikuchi du site japonais Real Sound l'a décrite comme suit :
C'est une fille et le personnage principal, c'est la raison pour laquelle The Promised Neverland est publié en dans le Weekly Shōnen Jump, et je la considère comme un symbole. Dans cette histoire, Emma est représentée comme une fille qui remplit les conditions de l’image du héros. Mais ce n’est pas seulement son sexe qui fait d’elle une nouvelle héroïne. Comme vous pouvez le voir dans le cadre de la série, qu'elle est une excellente gamine qui réussit chaque jour des tests très difficiles, Emma est un cerveau doté de capacités physiques extraordinaires. Elle a un côté naïf, mais elle peut voir les difficultés qui l'attendent depuis le début. Des morts qui existent les uns à côté des autres, une situation dans laquelle une petite erreur d'une seule personne peut entraîner de nombreuses victimes, et des enfants qui sont toujours en danger. Tous les facteurs sont dans les démons et ils ont été décrits comme des créatures haineuses. Cependant, à mesure qu'Emma découvre le monde des démons, elle ne peut plus ignorer le fait qu'ils ont la même vie qu'elle. Elle se demande s'il y a une différence entre chasser et manger des bêtes et des démons qui mangent des humains. Et l'histoire avance vers la phase finale, centrée sur Norman, qui veut anéantir les démons, et Emma, qui ne veut pas que ni les humains ni les démons ne meurent. Emma est une nouvelle héroïne rare et convaincante qui rend cela possible, un espoir dans une histoire sans espoir. The Promised Neverland est terminé, mais il n'est pas trop tard pour devenir accro à ce monde qui a donné naissance à un nouveau héros.
Emma a également été bien accueillie par la professeure d'études japonaises globales à l'Université Meiji, Yukari Fujimoto et par l'artiste de manga Milk Morizono, qui ont tous deux souligné le bon fait d'avoir une protagoniste féminine dans un manga publié dans le Weekly Shōnen Jump; avec Morizonu qui a déclaré « Je savais que cette œuvre était publiée edans le magazine Weekly Shōnen Jump, mais je ne savais pas que Yukari Fujimoto avait souligné que c'était le premier manga qui avait une fille comme personnage principal de cette manière. Dans ce sens aussi, je pense que la réussite de ce manga, dont le personnage principal est Emma, a été un grand succès, c'est génial ». La professeure de la littérature Kei Toda a décrit Emma comme une protagoniste originale et unique, représenté avec des éléments à la fois féminine et masculine. Elle a également loué le personnage pour être une héroïne unique, et a conclu avec « Emma brise, la représentation commune de la masculinité et de la féminité qui était inconsciemment présente dans les séries manga. Elle résout des problèmes apparemment insolubles d'une manière qui n'est pas liée à son genre. Si nous considérons la vision socialement construite des hommes et des femmes comme étant une sorte de bon sens, Emma s'est libérée des limites du rôle de genre, elle peut rendre l'impossible possible. On peut dire qu'Emma a un pouvoir de réflexion flexible. Si Emma était traditionnellement représentée comme un garçon courageux et athlétique ou comme une femme très féminine, elle serait un personnage sans pensée innovante, manquant donc de son pouvoir de persuasion unique ». L'autrice Kimiyo Ogawa a déclaré qu'Emma, qui jouit d'un certain privilège parmi les enfants comestibles, vit toujours en fonction de sa famille et de ses qualia. En s'échappant de la ferme, le taux de réussite du plan aurait été plus élevé si les personnes ayant de faibles capacités athlétiques avaient été écartées, mais Emma a choisi de ne pas abandonner les plus faibles,.
Brittany Vincent pour le site Syfy a simplement décrit Emma comme « La protagoniste principale de la série, Emma, ne ressemble guère à votre personnage d'anime typique, grâce à sa touffe de cheveux blonds, roux et ses yeux écarquillés ». Carlyle Edmundson du site Screen Rant a déclaré que puisque le manga original était déjà très différent des autres mangas du Weekly Shōnen Jump, il estimait que certaines concessions pourraient devoir être faites pour le rendre plus attrayant. En conséquence, mettre Emma comme personnage principal était la bonne décision;  disant « The Promised Neverland a brisé beaucoup de conventions tacites en faisant d'Emma le protagoniste, mais cela a finalement été la clé du succès de la série, prouvant que parfois, il est préférable pour un artiste de s'en tenir plutôt à ce qui semble bon pour l'histoire, que ce qui est commercialisable ». Pauline Croquet du journal Le Monde a déclaré que le design des trois personnages principaux, dont Emma, est très original et sort du design typique des personnages du manga shōnen; et a apprécié la façon dont les créateurs ont géré le développement de son personnage et sa personnalité. Vincent Jule du journal 20 Minutes a loué son rôle comme l'un des rares personnages principaux féminins d'un manga publié dans un magazine shōnen. Expliquant que « les héroïnes de mangas étaient pour la plupart des héroïnes shōjo, et si elles parvenaient à se faire une place dans un magazine shônen, c'était le plus souvent avec des attributs masculins : la badass, la bagarre et parfois la sexy ». Il a ajouté qu'Emma avait changé cette situation, grâce à la conception unique de son personnage, à son leadership et à sa bonne caractérisation, qui la distinguent des autres personnages.
Flavien Appavou du site EcranLarge mentionne que son « visage et sa conviction permettent de se lier très vite à elle », et « c'est dans sa personnalité que le manga trouve son originalité ». Il l'a également décrite comme un personnage original qui ne ressemble pas du tout à un personnage principal typique.